# منتخب باراغواي لكرة اليد
منتخب باراغواي لكرة اليد هو الممثل الرسمي لدولة باراغواي في رياضة كرة اليد. نافس في بطولة بان أميركان لكرة اليد وظهر فيها 5 مرات كانت الأولى في سنة 1981 وكانت أفضل نتيجة له فيها هي المركز السادس.